# 하키카트

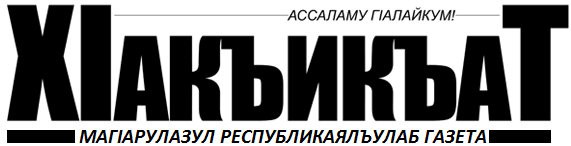

하키카트(XӀакъикъат, 진실을 의미함)는 다게스탄 공화국에서 아바르어로 발행되는 사회정치적인 신문이다.
신문엔 다게스탄 삶의 사회적, 경제적이고 정치적인 관점들을 밝히고 있다.
신문은 1917년 4월 3일부터 발행되고 있다. 1918년엔 «ХӀалтӀулел чагӀи» (노동 민중)란 제목을 받았다. 1920년엔 «БагӀараб байрахъ»(붉은 깃발), 1921년엔 «БагӀарал мугӀрул» (붉은 산맥), 1934년엔 «МагӀарул большевик» (볼셰비키 산맥), 1951년엔 «Дагъистаналъул правда» (다게스탄스카야 프라우다), 1957년엔 다시 «БагӀараб байрахъ», 1990년대초에 다시 «XӀакъикъат»가 되었다. 다른 시간에 협력자들로써 그리고 신문작가들로써 마하치 다하다예프(Махач Дахадаев), 감자트 차다사(Гамзат Цадаса)와 라술 감자토프(Расул Гамзатов)였다.
2009년 8월 11일 마하치칼라에서 신문의 협력자 말리크 아흐메딜로프(Малик Ахмедилов)가 살해당했다.

## 참고 문헌
1. ↑  “PосБизнесКонсалтинг — Новости дня — В Дагестане убит журналист национальной газеты”. 2016년 3월 5일에 원본 문서에서 보존된 문서. 2010년 12월 11일에 확인함.